# Éric Trouillet

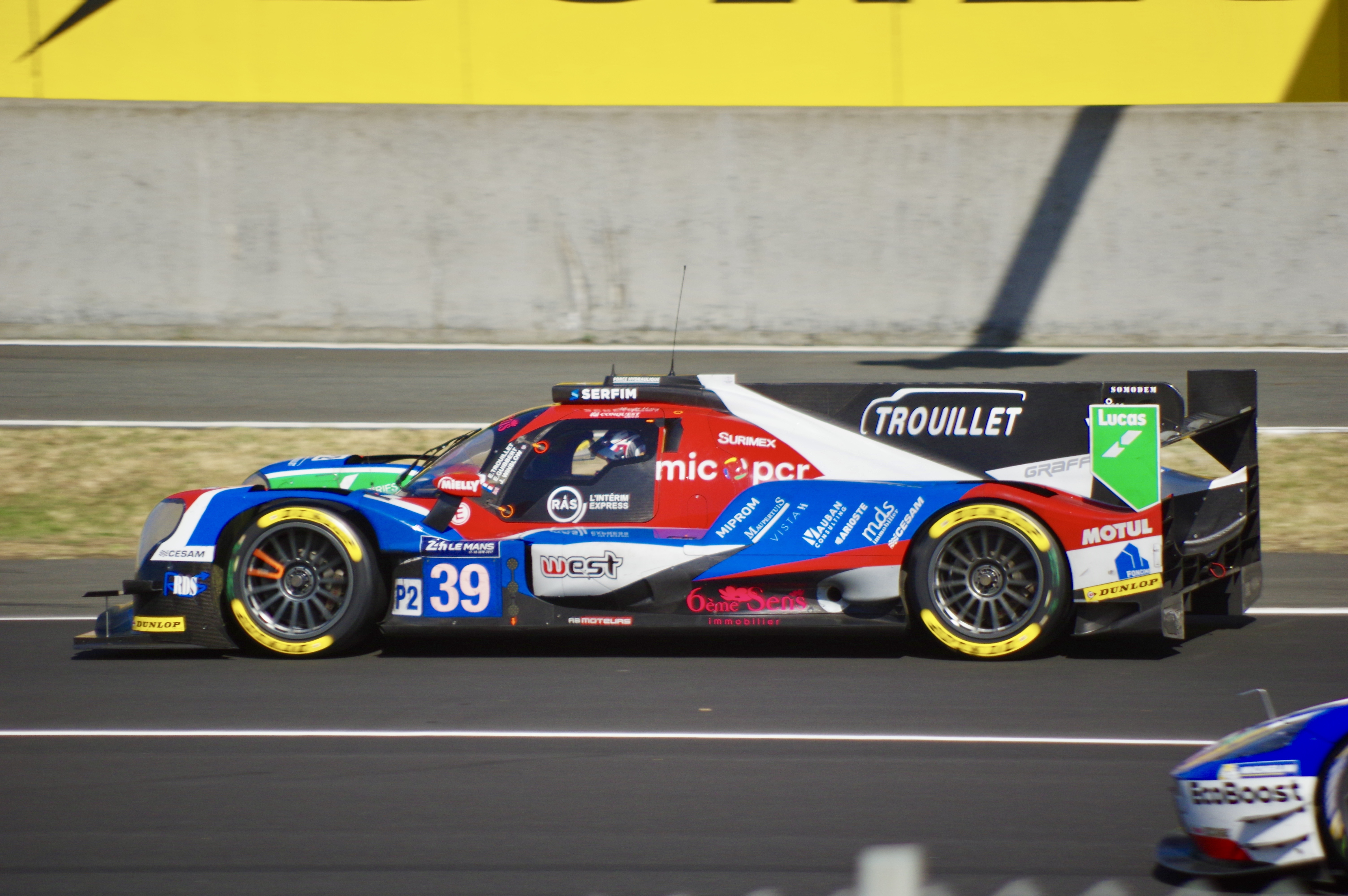
Der von Éric Trouillet gefahrene Oreca 07 beim 24-Stunden-Rennen von Le Mans 2017

Éric Trouillet (* 28. Dezember 1968 in Issy-les-Moulineaux) ist ein französischer Unternehmer und Autorennfahrer.

## Unternehmer
André und Micheline Trouillet, die Eltern von Éric Trouillet, gründeten 1957 in Morangis ein Karosseriebauunternehmen für Lieferwagen. 1994 übernahm Éric Trouillet die Geschäftsführung und baute das Unternehmen zu einem der größten Fahrzeugvermieter für Liefer- und Lastkraftwagen Frankreichs aus.

## Karriere als Rennfahrer
Éric Trouillet begann seine Fahrerkarriere 2009 im Peugeot THP Spider Cup, einem Markenpokal der mit Mygale Spider 207 ausgetragen wurde. 2013 begann die Zusammenarbeit mit Graff Racing, dem Rennteam von Jean-Philippe Grand, wo er in Personalunion als Fahrer und Sponsor tätig war. Ab der Saison 2015 startete er regelmäßig in der European Le Mans Series und fuhr dort zwei Jahre lang den Ligier JS P3 in der LMP3-Klasse. 2016 erreichte er mit Partner Paul Petit den zweiten Endrang in dieser Rennklasse. Neben den Einsätzen in der Le Mans Series fuhr er unter anderem Rennen in der V de V Endurance Series und im Michelin Le Mans Cup. Ein weiterer Erfolg war der Sieg im Oreca 07 in der LMP2-Am-Klasse der Asian Le Mans Series 2022.
2017 gab er mit dem 43. Gesamtrang sein Debüt beim 24-Stunden-Rennen von Le Mans, wo er 2022 mit seinen Teamkollegen David Droux und Sébastien Page an der 33. Stelle der Endwertung ins Ziel kam.

## Statistik

### Le-Mans-Ergebnisse
| Jahr | Team         | Fahrzeug | Teamkollege   | Teamkollege    | Platzierung | Ausfallgrund |
| ---- | ------------ | -------- | ------------- | -------------- | ----------- | ------------ |
| 2017 | Graff        | Oreca 07 | Enzo Guibbert | James Winslow  | Rang 43     |              |
| 2022 | Graff Racing | Oreca 07 | David Droux   | Sébastien Page | Rang 33     |              |

### Einzelergebnisse in der FIA-Langstrecken-Weltmeisterschaft
| Saison | Team         | Rennwagen | 1   | 2   | 3   | 4   | 5   | 6   | 7   | 8   | 9   |
| ------ | ------------ | --------- | --- | --- | --- | --- | --- | --- | --- | --- | --- |
| 2017   | Graff        | Oreca 07  | SIL | SPA | LEM | NÜR | MEX | AUS | FUJ | SHA | BAH |
| 2017   | Graff        | Oreca 07  | 43  |     |     |     |     |     |     |     |     |
| 2022   | Graff Racing | Oreca 07  | SEB | SPA | LEM | MON | FUJ | BAH |     |     |     |
| 2022   | Graff Racing | Oreca 07  | 33  |     |     |     |     |     |     |     |     |